# Савченков, Сергей Викторович
Сергей Викторович Савченков (1 января 1955, Людиново, Калужская область, СССР) — советский футболист, известный по выступлениям за «Динамо» (Ленинград) и «Факел Воронеж». Ныне тренер.

## Карьера
В 1977 году провёл 9 матчей «Кузбасс».
В 1978—1979 годах играл за «Динамо» Ленинград, где сыграл 73 матча и забил 2 мяча.
25 мая 1978 автогол С.Савченкова в Ленинграде стал 1200-м голом для «Крыльев Советов».
В 1980—1983 годах играл за «Факел» сыграл 135 матчей и забил 4 мяча.
В 1983 годах играл за «Спартак» сыграл 3 матча.
В 1984—1987 вернулся в «Факел» сыграл 146 матчей и забил 9 голов.
В 1988 году вернулся в ленинградское «Динамо» сыграл 28 матчей.
6 июля 2012 года назначен главным тренером воронежского «Факела», 2 декабря того же года покинул клуб.
В январе 2013 стал помощником Константина Сарсании в ФК «Атлантас».
Старший брат Валерий (род. 1952)тоже тесно связан с футболом[уточнить] и проживает в Калужской области.